# Parsons School of Design
Die Parsons School of Design  ist eine 1896 als Chase School of Art gegründete Designhochschule in New York City. Seit 1970 gehört sie zu The New School (bis 2005 The New School for Social Research). Parsons war die erste Hochschule in den Vereinigten Staaten, die Studiengänge in Mode-, Werbe- und Grafikdesign sowie Innenarchitektur anbot. In den QS World University Rankings für Kunst und Design belegt sie Platz 1 in den USA und Platz 3 weltweit (Stand 2019).

## Geschichte

Logo mit dem von 2005 bis 2015 verwendeten Namen Parsons The New School for Design. In dieser Zeit verwendeten alle Einrichtungen der Universität „The New School“ als Namensbestandteil und den Graffiti-ähnlichen Schriftzug im Logo.

Gründer war der impressionistische Maler William Merritt Chase. 1897 übergab er die Leitung an Douglas John Connah, dessen Direktorat bis 1909 dauerte. 1898 wurde die Schule in New York School of Art umbenannt. 1904 kam Frank Alvah Parsons an die Schule und entwickelte dort 1907 die ersten Kursangebote für Innenarchitektur, Grafikdesign und Werbung in den Vereinigten Staaten. Um dem erweiterten Schulangebot Rechnung zu tragen, hieß die Schule ab 1909 New York School of Fine and Applied Art. Parsons war von 1911 bis zu seinem Tode im Jahr 1930 Direktor der Schule. Ihm zu Ehren benannte der spätere Direktor William Odom sie 1941 in Parsons School of Design um. Mit der Umbenennung der Mutterinstitution von The New School for Social Research in The New School erhielt sie den Namen Parsons The New School for Design. Seit einem erneuten Rebranding von The New School 2015 trägt sie wieder den Namen Parsons School of Design.

## Parsons heute
Parsons ist Mitglied in der Association of Independent Colleges of Art and Design (AICAD). Der Hauptcampus befindet sich im Greenwich Village, der bekannte Fachbereich Mode im Kern des Garment Districts. Die Studenten gliedern sich in rund 3.100 Undergraduate- und über 400 Postgraduate Students. Ferner bietet die Schule Aufbau- und Zertifizierungslehrgänge an.
Weltweit gibt es weitere Parsons-Partnerschulen in Frankreich, in Los Angeles, in Malaysia, in Südkorea, der Dominikanischen Republik und in Japan, die als unabhängige Schulen die Philosophie und die Methoden von Parsons verfolgen. Bis auf den Kontakt zu den Parsons-Schulen in der Dominikanischen Republik und in Frankreich hat Parsons zurzeit den Kontakt zu den anderen Parsons-Schulen abgebrochen.
Parsons bietet 13 Bachelor- und 17 Master-Studiengänge an.

## Bekannte Absolventen
- Sue de Beer (* 1973), US-amerikanische Künstlerin
- Stephen Dwoskin (1939–2012), US-amerikanischer Filmkünstler
- Tom Ford (* 1961), US-amerikanischer Modedesigner
- Adolph Gottlieb (1903–1974), US-amerikanischer Maler
- Edward Hopper (1882–1967), US-amerikanischer Maler[4]
- Marc Jacobs (* 1963), US-amerikanischer Modedesigner
- Jasper Johns (* 1930), US-amerikanischer Künstler
- Donna Karan (* 1948), US-amerikanische Modedesignerin und Unternehmerin
- David Koenig (* 1974), deutscher Fotokünstler
- Barbara Kruger (* 1945), US-amerikanische Künstlerin
- Ryan McGinley (* 1977), US-amerikanischer Fotograf
- Claire McCardell (1905–1958), US-amerikanische Modeschöpferin
- Steven Meisel (* 1954), US-amerikanischer Fotograf und Illustrator
- Isis Mussenden (* 1959), US-amerikanische Kostümbildnerin
- Giulia Piersanti (* 1976), italienische Modedesignerin
- Alex Steinweiss (1917–2011), US-amerikanischer Gestalter und Erfinder des modernen Schallplattencovers („Cover Art“)
- Anna Sui (* 1955), US-amerikanische Modeschöpferin
- Julie Umerle, englische Malerin
- Alexander Wang (* 1983), US-amerikanischer Modeschöpfer
- Ai Wei Wei (* 1957), chinesischer Konzeptkünstler
- Cazú Zegers (* 1958), chilenische Architektin